# 稲刈り

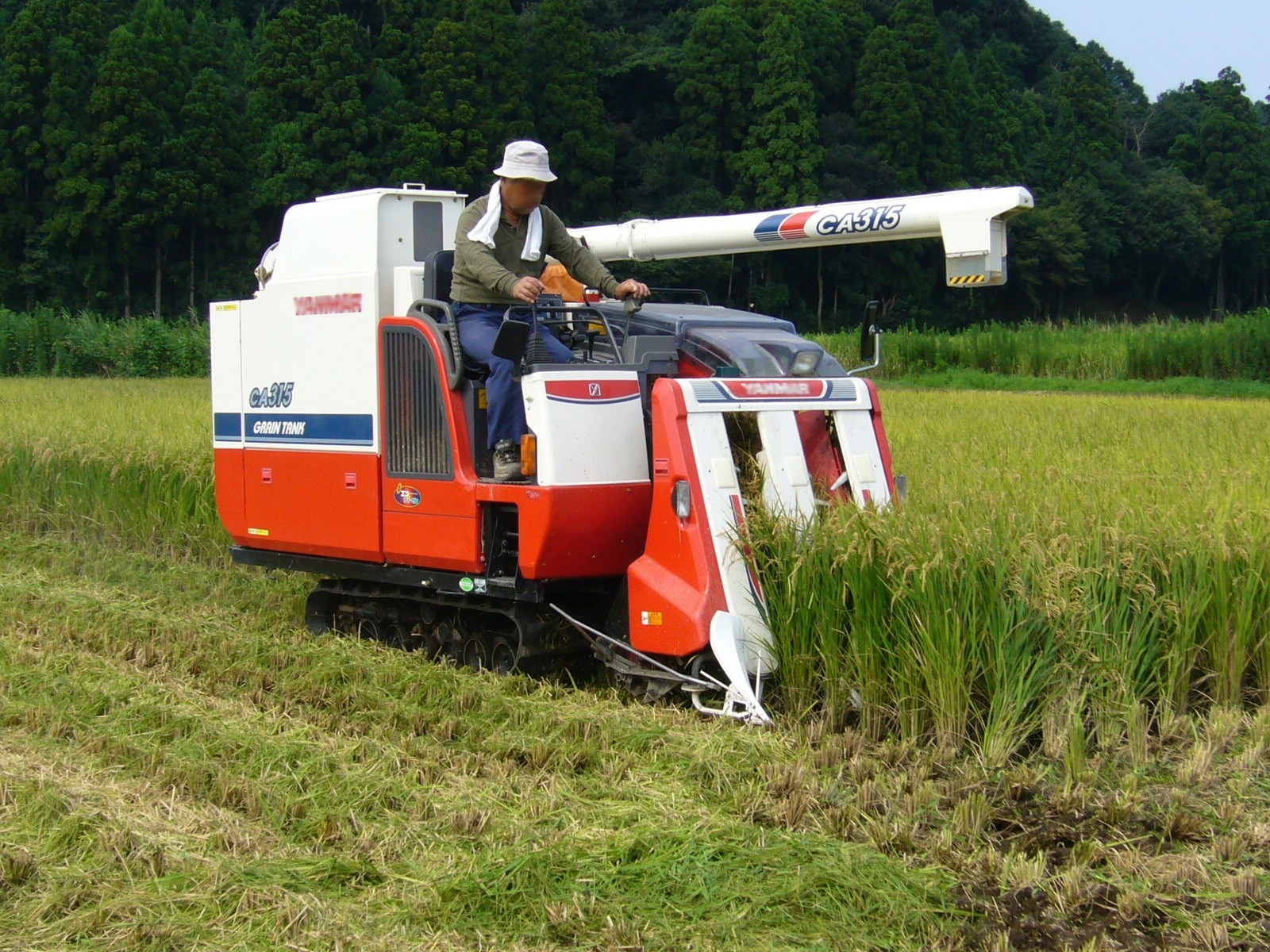
コンバインによる稲刈り

稲刈り（いねかり）とは、熟したイネを収穫するために切り取る農作業である。普通は根元から切り取る(根刈り)。穂だけ刈り取ることは穂首刈りや穂刈りと呼ばれる。

## 概要

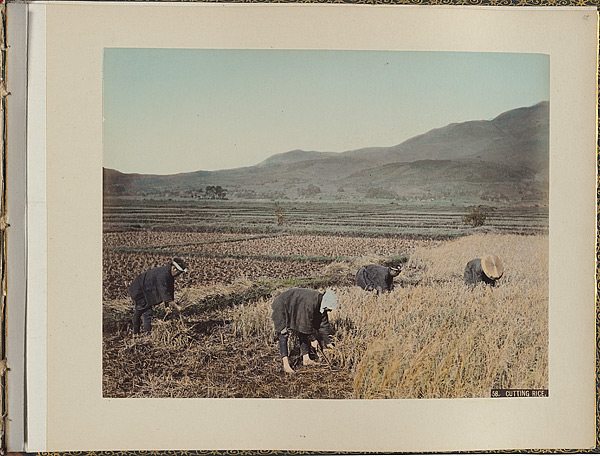
人力による稲刈り

稲が熟する秋に、その穂ごと切り取るのが稲刈りである。古代には穂のみを切り取ったと考えられるが、現在では株の基部で切り取るのが普通である。刈り取った稲は、普通はその基部で縛って束ね、ぶら下げて乾燥させる。実際の米の収穫はこれ以降の脱穀の過程で行われる。人力のみで行われていたころは、大きな人数を要し、集中して行う必要のある作業であった。
- 稲刈りは古来、日本の農村部における秋の代表的な風物でもある。秋祭りは、その年のイネが無事に収穫されたことを祝い、来年も豊作であることを祈願する祭りである。

## 刈る
日本では第二次世界大戦後も久しく、鎌を用いて手作業で稲刈りが行われた。稲刈りに使用する鎌は、刃先が鋸になった特殊なもので、イネの茎の切断が容易に出来るよう工夫されている。

### 稲刈りの機械化
- 稲刈りの実際の作業は、近年のコンバインの登場によって大きく様変りした。

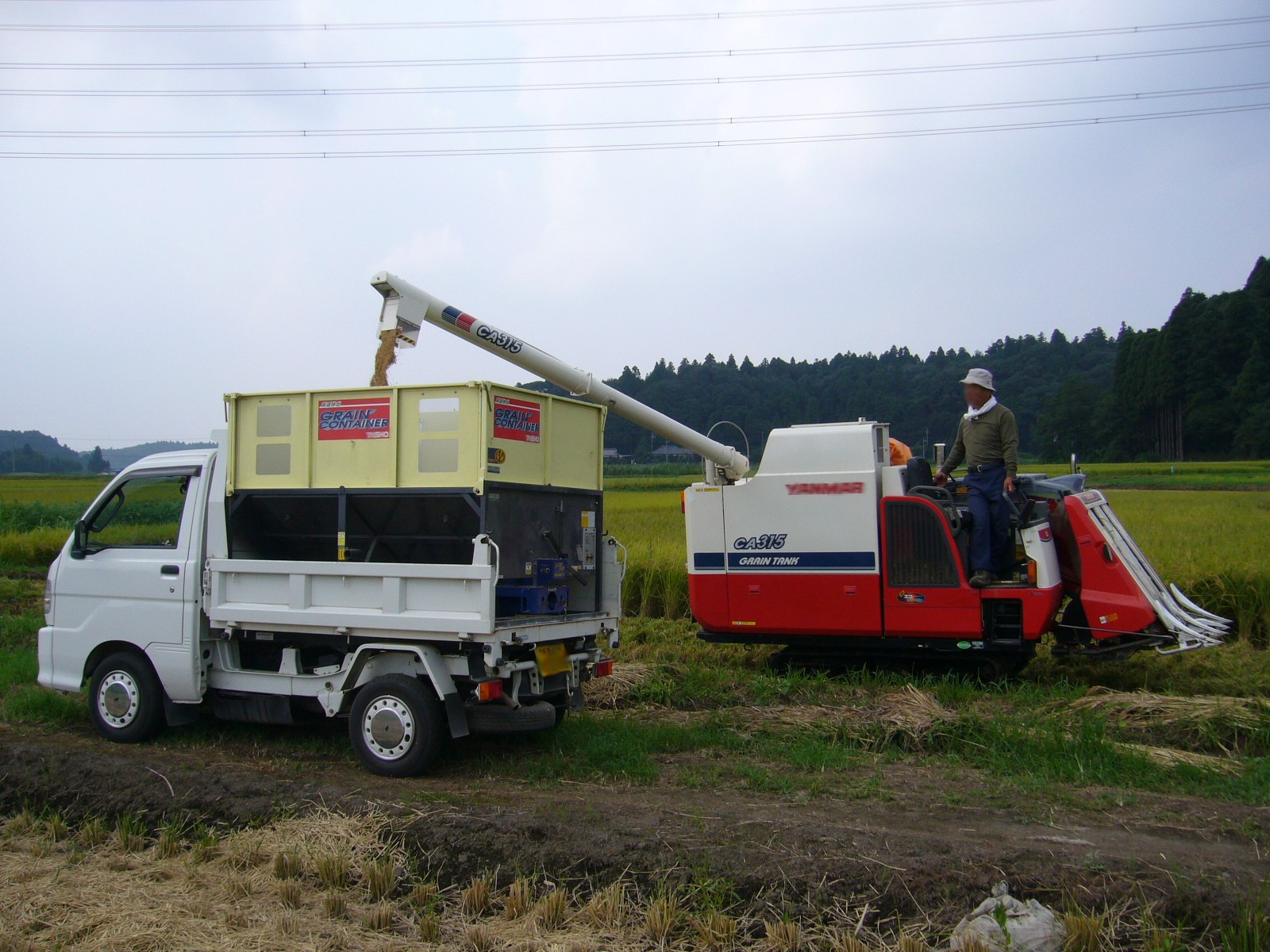
コンバインと運搬用車両

- コンバインは1940年代に初めて登場し、高度経済成長期以降徐々に普及した。稲刈りから脱穀までの作業を一貫して行えるのがコンバインの特徴である。稲刈りから脱穀をまとめて行うが、その間籾の乾燥工程がないので、脱穀された籾は直ちに専用の穀物乾燥機にかけられる。
- 現在でも、山間地や棚田など大型の農業機械の導入が困難な田んぼ（圃場整備が行われていない千枚田など）や、米の栄養や旨味を増したいと言う目的で、バインダーで刈り取り、稲木にかけて乾燥（この時に藁の栄養分が米粒に移ると言われている）、ハーベスターで脱穀するという組み合わせで収穫するか、もしくは鎌を用いた従来通りの作業方法が採られている。
- コンバインの普及により作業時間は大幅に短縮されたが、車両後方に排出される藁のくずが皮膚に付着すると、比較的大きな痒みや（人によっては）肌荒れが起きる為、コンバイン搭乗者以外の作業従事者は作業時の風向きに十分注意する必要がある。稲刈りを行っている農家が顔を覆うようにタオルや手ぬぐいを着用しているのは、その痒みを事前に防ぐ為である事が多い。近年は高価ではあるがキャビン（操縦席が密閉されているもの）付きの車両も登場しており、エアコンが搭載されている事も含め、搭乗者の負担は大幅に減少しているようだ。

## 干す
刈り取られた稲は水分が多いので、稲架にかけて天日干しされ、十分乾燥した頃に脱穀を行う。

## 稲刈り休み
人力のみに頼ったころは、多人数が必要であったから、当然のように子供も動員された。そのため農村域では学校でも休暇を設定しているのが普通であった。農繁休暇と呼ばれたが、一般には稲刈り休みと呼んでいた。

## 神事としての稲刈り
神社で神に捧げる少量の稲を神職や氏子などの手により作られている場合もあり、この場合、稲刈りはだいたい手作業で行われる。
皇居でも生物学御研究所脇に御田があり、毎年9月下旬頃に天皇が自ら手作業で稲刈りをする。この行事は昭和天皇が始めたもので今上天皇にも引き継がれている。収穫した稲は伊勢の神宮に納めたり、皇居内の神事に使うほか、天皇一家の食事にも使用されている。